# Andy Partridge
Andrew John Partridge (Mtarfa, 11 de noviembre de 1953) es un cantante, compositor y productor discográfico maltés-británico, fundador de la banda de rock XTC. Junto a Colin Moulding, ejerció como compositor y líder de XTC, banda para la que Partridge escribió y cantó dos tercios de sus temas. 
Aunque la banda era un grupo punk, la música de Partridge se inspiraba en gran medida en los compositores de la Invasión británica y su estilo fue cambiando gradualmente hacia un pop más tradicional, a menudo con temas bucólicos. El único éxito que alcanzó el top 10 británico de la banda, Senses Working Overtime (1982), fue escrito por Partridge.
A veces se considera a Partridge como el "padrino" del Britpop. Desde la década de 1980, ha trabajado, escrito o producido para muchos otros artistas, esfuerzos que incluyen álbumes en colaboración con Peter Blegvad, Harold Budd y Robyn Hitchcock. De 2002 a 2006, su sello discográfico APE House publicó varios volúmenes de sus demos y canciones como parte de la serie de álbumes Fuzzy Warbles. 